# Gustav Langweg

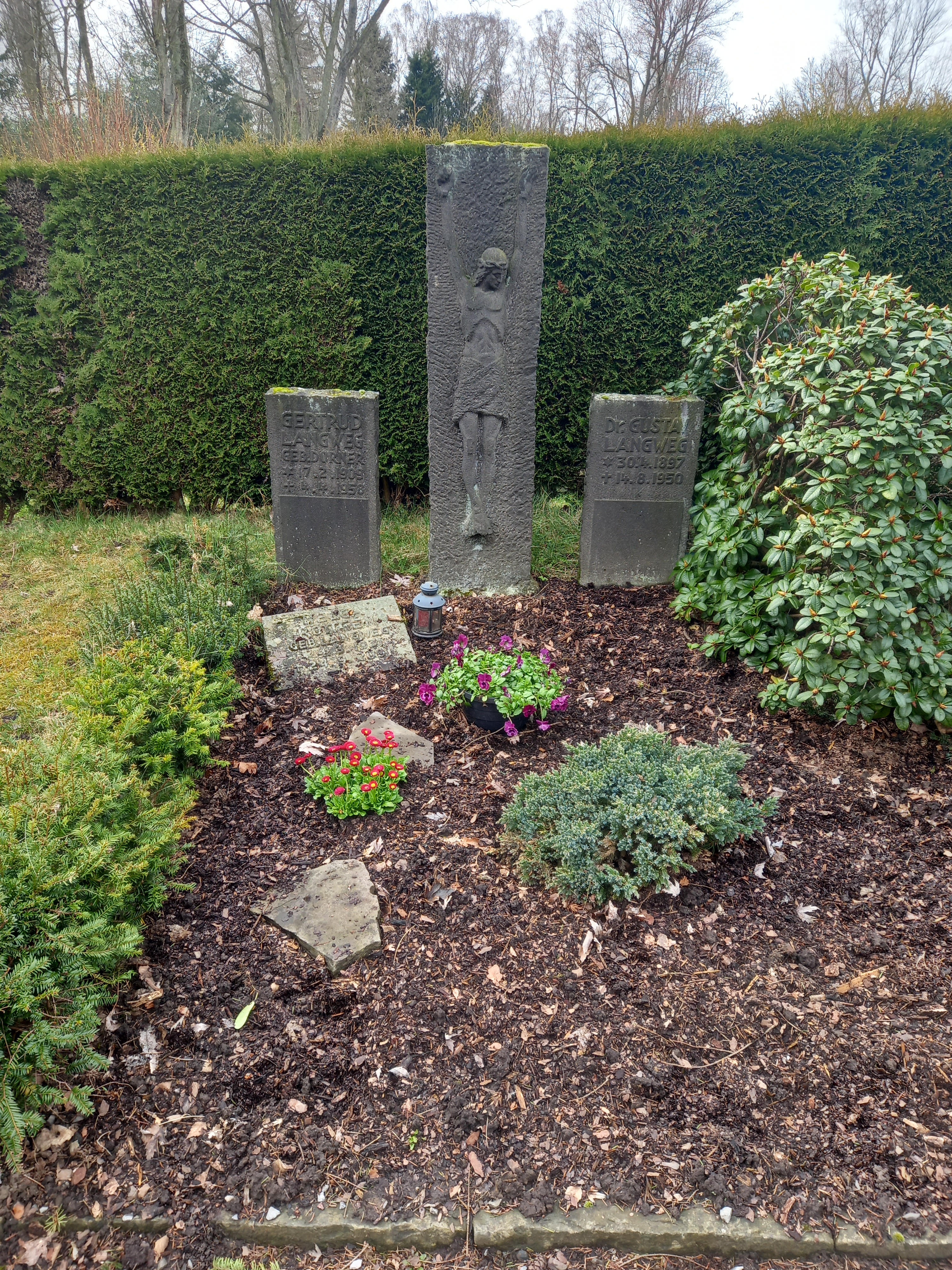
Das Grab von Gustav Langweg und seiner Ehefrau Gertrud geborene Dörner im Familiengrab auf dem Hauptfriedhof Mülheim an der Ruhr

Gustav Langweg (* 30. April 1897 in Oberhausen-Osterfeld; † 14. August 1950 in Mülheim an der Ruhr) war vom 12. April bis zum 6. Mai 1945 Oberbürgermeister der Stadt Mülheim an der Ruhr.

## Leben
Gustav Theodor Langweg wuchs in (Oberhausen-)Osterfeld auf. Nach dem Abitur am Jungengymnasium Bottrop und dem Einsatz im Ersten Weltkrieg als Leutnant der Reserve studierte er Staatswissenschaften an der Universität Münster. Er schloss sein Studium 1923 mit der Promotion ab  und trat als wissenschaftlicher Mitarbeiter in den Dienst der Stadtverwaltung Oberhausen ein. 1924 wurde er zum Leiter des städtischen Wohlfahrtsamtes ernannt.
1930 wählte man Langweg zum Beigeordneten in Mülheim an der Ruhr. Nach dem Austritt aus der Zentrumspartei trat er der NSDAP bei, was seine Weiterbeschäftigung unter dem nationalsozialistischen Regime sicherstellte. Im April 1945 ernannte ihn die amerikanische Militärregierung nach der Absetzung von Edwin Hasenjaeger zunächst zum kommissarischen Oberbürgermeister, setzte ihn dann aber kurz darauf im Mai des gleichen Jahres wieder ab und unterzog ihn einem Entnazifizierungsverfahren. Am Ende des Verfahrens wurde er in die Kategorie IV eingestuft, womit er als entlastet galt. Da eine Wiedereinstellung in den städtischen Verwaltungsdienst aus stellentechnischen Gründen nicht möglich war, wurde Langweg 1949 durch einen Beschluss des Hauptausschusses unter Beibehaltung seiner Bezüge in den Ruhestand versetzt.
Er starb nach schwerer Krankheit ein Jahr später im Alter von 53 Jahren.

## Sonstige Quellen
- Stadtarchiv Mülheim an der Ruhr, Bestand 1210 Nr. 14
- Landesarchiv NRW, Abt. Rheinland, Regierung Ddorf Nr. 5003
- Mülheimer Tageblatt vom 17. August 1950

| Personendaten    | Personendaten                                   |
| ---------------- | ----------------------------------------------- |
| NAME             | Langweg, Gustav                                 |
| ALTERNATIVNAMEN  | Langweg, Gustav Theodor                         |
| KURZBESCHREIBUNG | Oberbürgermeister der Stadt Mülheim an der Ruhr |
| GEBURTSDATUM     | 30. April 1897                                  |
| GEBURTSORT       | Osterfeld                                       |
| STERBEDATUM      | 14. August 1950                                 |
| STERBEORT        | Mülheim an der Ruhr                             |